# Cassandra Austen
Cassandra Elizabeth Austen (Hampshire, 9 de janeiro de 1773 — Hampshire, 22 de março de 1845) foi uma aquarelista inglesa amadora e irmã mais velha de Jane Austen. As cartas entre as duas irmãs formam uma base substancial para a compreensão acadêmica da vida de Jane.

## Infância
Austen nasceu em 1773 em uma reitoria em Steventon, Hampshire, é filha de reverendo George Austen (1731–1805), um reitor, e Cassandra, née Leigh (1739–1827). Os Austen tinham oito filhos; como Cassandra e Jane eram as únicas meninas, elas mantiveram um relacionamento especialmente íntimo ao longo de suas vidas. Existem mais de cem cartas endereçadas de Cassandra a Jane. Essas cartas ajudaram os historiadores a construir detalhes sobre a vida da romancista.
As irmãs foram para enviadas para a Senhora Cawley, irmã do tio, para serem educadas em 1783. Cawley viveu inicialmente em Oxford, e mais tarde em Southampton, e, quando uma epidemia eclodiu em Southampton, as irmãs Austen retornaram a Steventon. Entre 1785 e 1786, as irmãs frequentaram a Reading Abbey Girls' School. Jane originalmente não iria pois era considerada jovem demais para o internato, mas acabou participando junto com a irmã. Nas palavras da mãe, "se a cabeça de Cassandra fosse cortada, Jane também cortaria a dela".

## Arte

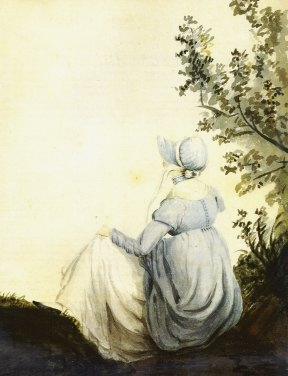
Aquarela de 1804 de Jane Austen por Cassandra

As duas meninas Austen foram ensinadas em casa a desenhar e a tocar piano. Em 1791, Cassandra produziu uma série de ilustrações circulares dos monarcas britânicos para o manuscrito de Jane The History of England, que se parecem mais com membros da família Austen do que com a realeza. Cassandra Austen também é creditada por ter criado duas pinturas de sua irmã. Uma delas, pintada em 1804, é uma vista traseira de Jane sentada perto de uma árvore. O outro, um retrato frontal incompleto datado de cerca de 1810, foi descrito por um membro da família como sendo "terrivelmente diferente" da aparência real de Jane Austen. Este esboço está agora alojado na National Portrait Gallery, em Londres.

## Vida posterior

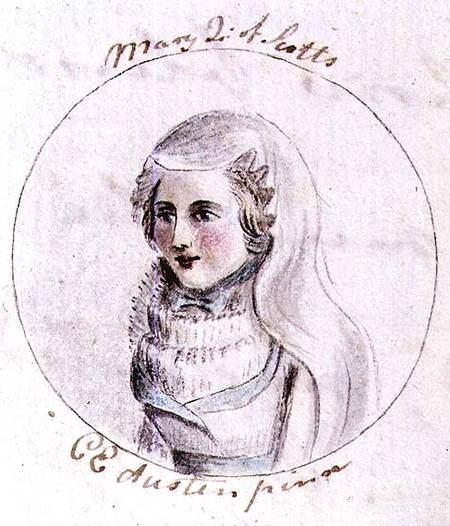
Desenho de Maria da Escócia por Cassandra Austen, do manuscrito de sua irmã Jane The History of England

Seu pai, George Austen, não era rico e havia complementado sua renda como pároco no país "ao receber alunos e orientá-los para Oxford". Depois de se formar na Universidade de Oxford, em 1794, um ex-aluno, Thomas Fowle, ficou noivo de Cassandra Austen. Fowle precisava de dinheiro para se casar e foi para o Caribe em uma expedição militar como capelão de seu primo, o general William Craven. Lá, Fowle morreu de febre amarela em 1797. Austen herdou 1000 libras dele, o que lhe deu um pouco de independência financeira, mas, como sua irmã, ela nunca se casou.
Após a morte de seu pai em 1805, Austen, sua irmã e sua mãe se mudaram para Southampton, onde viveram com seu irmão Francis Austen (nome de família 'Frank') e sua família por cinco anos. Eles se mudaram novamente em 1809 para um chalé na vila de Chawton, na propriedade de seu irmão Edward. Jane morreu em 1817 e é relatado que Cassandra destruiu dois terços das cartas de Jane em 1843, alguns anos antes de sua própria morte. Austen continuou morando em Chawton, a princípio com sua mãe e uma amiga da família, Martha Lloyd. Sua mãe morreu em 1827 e Martha partiu para se casar com seu irmão Frank em 1828. Cassandra morava sozinha no chalé, mas continuou a visitar amigos e parentes. Frank, que ainda era um almirante aos 71 anos, estava se preparando para partir para assumir o comando da Estação Norte-Americana da Marinha Real Britânica e foi obrigado a deixar sua irmã em sua casa (Portchester House, perto de Portsmouth) sob os cuidados de outro irmão, Henry. Ela faleceu alguns dias depois, em 22 de março de 1845, aos 72 anos. Seu corpo foi devolvido à sua cidade natal, Chawton, para enterro na Igreja de São Nicolau, ao lado de sua mãe.

## Cassandra na mídia
- Greta Scacchi interpretou Cassandra no drama da BBC Miss Austen Regrets (2007), estrelado por Olivia Williams como Jane.
- Anna Maxwell Martin interpretou Cassandra no filme Becoming Jane (2007), estrelado por Anne Hathaway como Jane.